# Hendrick Danielsz Slatius

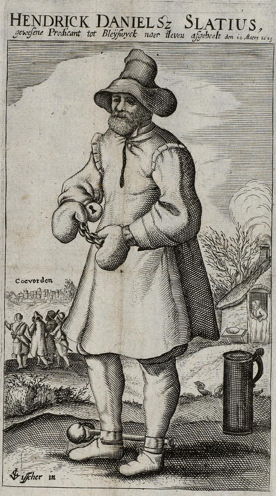
Slatius (in 1623) door Claes Jansz Visscher

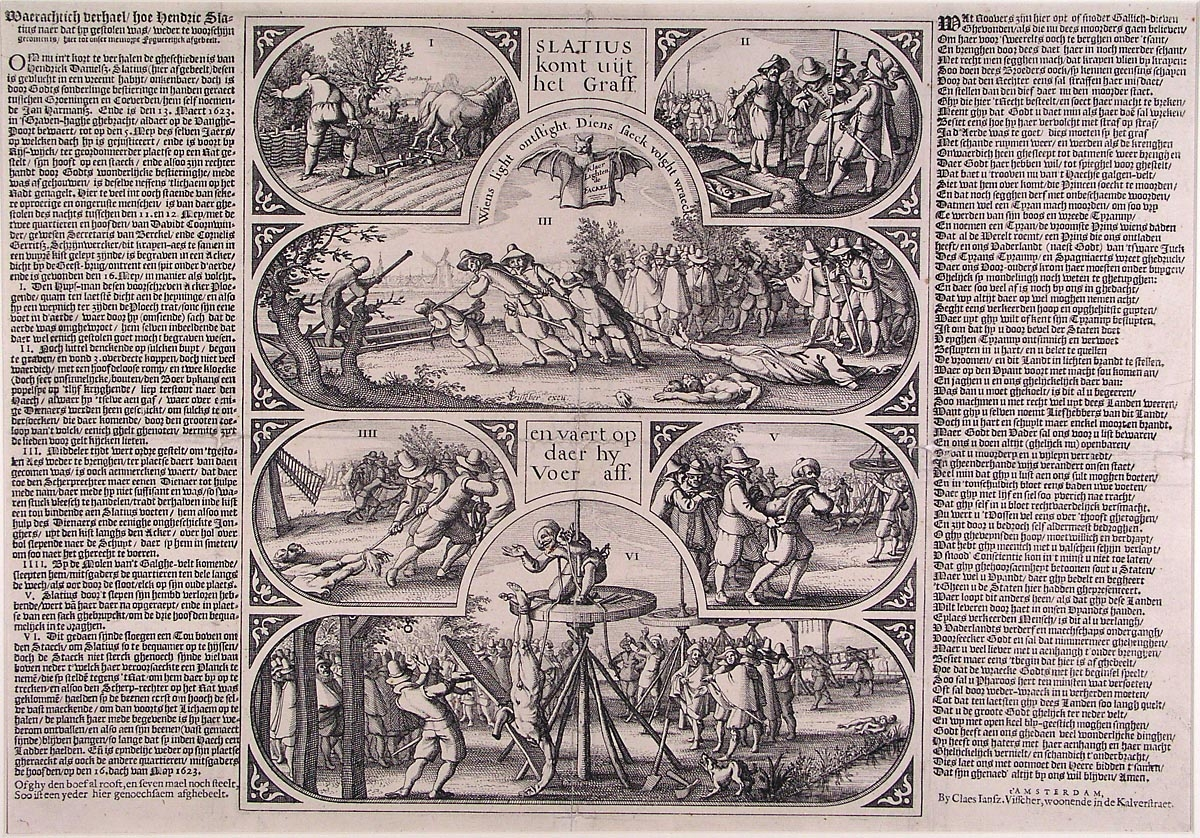
Claes Jansz. Visscher Het vinden van het in het geheim begraven lijk van Slatius, prentenkabinet Museum Boijmans Van Beuningen

Hendrick Danielsz Slatius (Oosterland, 1585 – Den Haag, 5 mei 1623; ook bekend als: Hendrik Slaet, Henricus Slatius) was een Nederlands remonstrants predikant en medepleger van een aanslag op het leven van prins Maurits.
Slatius had oorspronkelijk het voornemen om als predikant in dienst van de VOC uitgezonden te worden naar Nederlands-Indië. In 1603 hadden de Heren Zeventien " geordoneert, dat men sal vernemen nae twee geschickte ende bequame persoonen, omme Godts Woorts voor te dragen, ende ‘t volck jegens alle superstitie ende verleydinge der Mooren ende Atheisten uyt de H. Schrifture te vermanen". De compagnie bleef echter in de periode voor de stichting van het Indisch seminarie in 1622 moeite hebben bekwame maar ook bereidwillige personen hiervoor te interesseren. Slatius was de eerste met wie in 1606 een contract getekend werd. Daarin was onder meer bepaald dat  de compagnie zijn studie theologie aan de Universiteit van Leiden zou betalen en hij daarna in dienst van de VOC naar Nederlands-Indië zou vertrekken.  Bij zijn eindexamen in Middelburg werden bedenkingen tegen Slatius gemaakt omdat hij aanhanger was van de ideeën van Arminius. In Utrecht slaagde hij wel voor het examen, hoewel hem geadviseerd werd zich te conformeren aan de ideeën van Gomarus. Hierop zag Slatius af van uitzending naar de Oost. 
Slatius werd remonstrants predikant te Bleiswijk. Het remonstrantse geluid liet hij luid en duidelijk horen. Na de Synode van Dordrecht werd hij uit zijn ambt gezet, waarop hij naar Antwerpen vluchtte. Vanuit Antwerpen publiceerde hij verschillende werken.
De terechtstelling van Oldenbarnevelt was hem een doorn in het oog. Samen met onder andere de broers Willem en Reinier van Oldenbarnevelt, zonen van de op instigatie van Maurits in 1619 ter dood veroordeelde Johan van Oldenbarnevelt, beraamde hij een aanslag op het leven van Maurits. In 1623 zorgde Slatius voor de wapens die bij de aanslag gebruikt zouden worden. Claes Michielsz Bontenbal, secretaris van Zevenhuizen, droeg bij aan de financiering.
Het complot werd verraden en Slatius wist te vluchten. Hij vermomde zich in boerenkledij en vluchtte via Amsterdam, Leeuwarden en Groningen naar Drenthe. Vandaar wilde hij naar Duitsland ontsnappen. In een herberg in Rolde liep hij echter tegen de lamp. Ongerust geworden door de aanwezigheid van soldaten rekende hij zijn vertering af, maar liet de volle kan bier onaangeroerd staan. Dit wekte argwaan bij de soldaten, die hem achterna gingen en arresteerden. Hoewel hij met uitvluchten het vege lijf probeerde te redden ontdekte men toch dat hij de gezochte Slatius was, op wiens hoofd vierduizend gulden was gezet. Via Coevorden, Zwolle en Amsterdam werd Slatius naar Den Haag gebracht. Slatius trachtte tijdens zijn gevangenschap alsnog de doodstraf te ontlopen door afstand te nemen van zijn remonstrantse opvattingen. Toen dit ijdele hoop bleek herriep hij deze verklaring weer. Hij werd toch ter dood veroordeeld. In zijn afscheidsbrief aan zijn vrouw schreef hij: Mijn ziel heeft een gruwel van de calvinisten. Ook draagt hij haar op de kinderen een christelijke opvoeding te geven, maar hen wel te laten zien hoe boosaardig de calvinisten zijn, zodat ze daar een afkeer van zullen krijgen. Tot het voltrekken van de doodstraf werd hij gevangen gehouden in de Gevangenpoort te Den Haag.
Van de gevangen predikant Slatius, gekleed in boerenkledij en met handboeien om, werd een ets gemaakt (zie: afbeelding) door Claes Jansz Visscher (1587–1652), niet alleen een vaardig tekenaar en etser, maar ook een streng calvinist.
Myn Godt en Heer,
Tot u roep ick met rouwen,
Dat ick mijn Leer
Voor mannen ende vrouwen
Hebbe gheleert
Tis voor my een afgrijsen
Ick heb berou,
Wilt my ghenaed' bewijsen
Dat ick hebbe gheleert
Van Gods ghenaed' ghekeert
Tis voor my een vals wanen
Daerom blijft altijt vast
Op Gods ghenade past,
Ghelooft geen Arminianen.
- (fragment van een lied van Slatius, waarin hij afstand neemt van zijn Armiaanse (remonstrantse) opvattingen)[4]

- Bibliothèque nationale de France: cb150174701 (data)
- Biografisch Portaal: 19366759
- Digitale Bibliotheek voor de Nederlandse Letteren: slat001
- International Standard Name Identifier: 0000 0000 5364 1304
- Library of Congress Control Number: no2018100173
- Nederlandse Thesaurus van Auteursnamen: 068403070
- LIBRIS: 281777
- Virtual International Authority File: 7664723
- WorldCat: E39PBJtcJKFbf6tqrBcKG43bBP